# Archaeochitinia
Archaeochitinia es un género de foraminífero bentónico de la subfamilia Allogromiinae, de la familia Allogromiidae, del suborden Allogromiina y del orden Allogromiida. Su especie-tipo es Archaeochitinia gotlandica. Su rango cronoestratigráfico abarca el Llandoveriense (Silúrico inferior).

## Clasificación
Archaeochitinia incluye a la siguiente especie:
- Archaeochitinia gotlandica